# Domingo Salcedo
Domingo Salcedo, de son vrai nom José Domingo Salcedo González, est un footballeur paraguayen né le 11 septembre 1983 à Asuncion (Paraguay).

## Biographie
Il participe à la Copa América 2007 et compte cinq sélections entre 2005 et 2007.

## Carrière
- 2001 - 2007 : Cerro Porteño ( Paraguay)
- 2007 : Racing Club ( Argentine)
- 2008 - 2010 : Colo Colo ( Chili)
- 2010 : Cerro Porteño ( Paraguay)
- 2011 : Colo Colo ( Chili)
- 2011 - 2012 : Cerro Porteño ( Paraguay)
- 2013 : Rubio Nu ( Paraguay)
- 2013 : Deportivo Capiatá ( Paraguay)
- 2014 : 3 de Febrero ( Paraguay)[2]

## Palmarès
- Champion du Paraguay en 2004, 2005 et 2012 avec le Cerro Porteño
- Champion du Chili en 2008 (Tournoi de clôture) et 2009 (Tournoi de clôture) avec Colo Colo